# Tienda de todo a 100

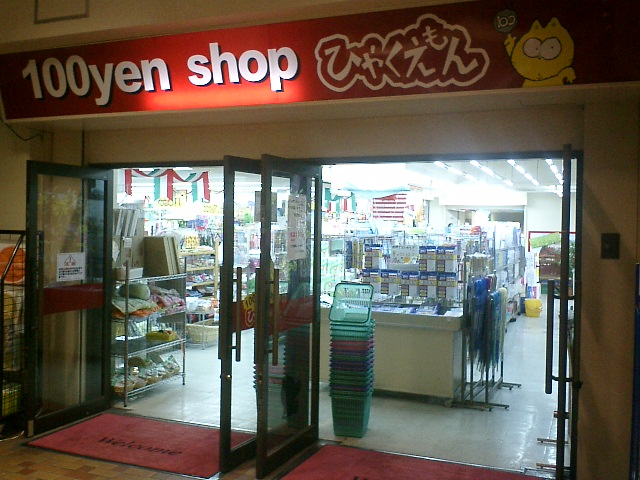
Tienda de todo a 100 (yenes) en Japón.

Una tienda de todo a 100 (también conocida como Don Cien) (reconvertida en la actualidad en una tienda de casi todo a 1,00€ [también conocida como casi todo 1,00€]) es un establecimiento que vende artículos a bajo precio, inicialmente, a 100 pesetas el producto. Si venden productos más caros también se llaman Todo a 100, 300, 500 ó más. Posteriormente, con la entrada en el euro, muchas tiendas mantuvieron su nombre (sobre todo al principio) pero otras se llaman Todo a un euro. Se trata de un concepto muy popular en todo el mundo. Son tiendas que venden todo tipo de artículos desde productos de limpieza a juguetes a precio reducido. En Estados Unidos, el nombre es «Tienda de dólar» (dollar store).
En España son conocidas coloquialmente como "el chino", por estar regentadas mayoritariamente por ciudadanos de esta nacionalidad.
Hay que señalar que en estas tiendas no todos los artículos tienen el mismo precio pues algunos son de cantidades inferiores. En otros casos, debido a los impuestos a añadir, los productos cuestan más de un dólar.

## Ejemplos de productos
Estos son algunos de los productos que se pueden encontrar en las tiendas de todo a 100.
- productos de limpieza (esponjas, lejía, trapos, fregonas)
- pequeñas herramientas (destornilladores, linternas, cuerda, cerraduras)
- cinta adhesiva
- productos de cuidado personal (pintalabios, peines, pinzas para el pelo)
- artículos de cocina (utensilios, platos, vasos, espátulas, peladores de patatas)
- productos para guardar cosas (estanterías, pequeños armarios, colgadores)
- productos de oficina (clips, marcadores, bolígrafos)
- artículos de decoración (ornamentos de Navidad, colgantes)
- artículos para casa (bombillas, velas, enchufes)
- artículos electrónicos (radios, consolas de videojuegos, televisores portátiles)
- alimentación
- productos para el jardín
- artículos del hogar (marcos, macetas)
- artículos de tecnología (ratones, teclados, memorias usb, auriculares)

Las tiendas de todo a 100 consiguen precios menores que otros establecimientos debido fundamentalmente a tres razones: 
- el producto se vende en cantidades más pequeñas
- el producto es genérico y de baja calidad, a menudo fabricado especialmente para dichas tiendas
- el producto es comprado directamente a fabricantes de sus restos de serie, artículos descatalogados, exceso de existencias o fuera de temporada.

Algunas tiendas tienen la mayor parte del género nuevo pero otras centran su oferta en restos de serie o productos fuera de temporada. Si son de tamaño medio o grande, se conocen como outlets.

## Tiendas similares en otros países
Este fenómeno se produce en numerosos países del mundo recibiendo diferentes nombres en cada uno de ellos. 
- Ya hemos visto que en Estados Unidos se llaman «tienda de dólar», que no hay que confundir con las tiendas ‘Dollar General’ que venden artículos cuyos precios son múltiplos de dólar o de 50 centavos. Las tiendas de todo a un dólar son la secuela de las tiendas de ‘5 y 10’ en las que todos los productos se vendían por debajo de 10 centavos.
- En Gran Bretaña existen las «tiendas de libra» (en inglés, ‘pound shops’). Una cadena muy popular se llama Poundland o Dealz dependiendo si está en territorio británico o en la zona euro.
- En los Países Bajos, Hema (Hollandse Eenheidsprijzen Maatschappij), la compañía de precio estándar holandesa, era originariamente una «tienda de florín» en la que todo costaba un florín.
- En Noruega, existe Tier'n , que es un término coloquial para diez coronas.
- En Suecia, existe Tian, que también es un término coloquial para designar diez coronas.
- En Rusia, 50 - 100 rublos.
- En China, ¥2 (o ¥3, dependiendo de la prosperidad de la zona económica).
- Este tipo de comercio, también se da en Japón. A menudo se denomina una «Tienda de 100 yenes»【百円ショップ】. Este tipo de tiendas ha proliferado por Japón en torno al cambio de siglo. Es considerado por algunos un efecto de la larga recesión que sufre la economía del país. Durante mucho tiempo, las tiendas de 100 yenes existían no como tiendas en los bajos de un edificio sino como tenderetes móviles que se encontraban (y todavía se encuentran) cerca de la entrada de los supermercados.
- En Australia, estas tiendas a menudo venden también productos por dos dólares. De hecho una de ellas, se llama la «Tienda de los dos dólares», la otra cadena más conocida se conoce como The reject Shop. Generalmente, se encuentran en centros comerciales pero también en la calle como los comercios tradicionales.
- En Panamá también existen tiendas de este tipo llamadas "Todo a dólar", sin embargo, ya han introducido otros productos de mayor valor, pero el nombre se ha mantenido.
- En Argentina, se denominan como negocios «Todo por dos pesos», se establecieron durante la década de 1990, dedicándose a vender artículos importados de calidad media. Debido al término de la covertibilidad económica en el año 2001, las importaciones se vieron disminuidas y muchas de estas tiendas desaparecieron. Actualmente, los productos vendidos allí superan en su mayoría los dos pesos.
- En Chile se denominan «Todo a mil», inicialmente por el valor de sus productos (1000 pesos chilenos). Aunque sus precios han aumentado, todavía mantienen dicha denominación. Su mercancía es básicamente productos importados, baratos o saldos. También existen tiendas de «Todo a quinientos» u otras denominaciones.
- En México se denomina «Todo a un solo precio»; al inicio de sus operaciones todo costaba 10 pesos (antes equivalentes a un dólar estadounidense), ahora el precio del producto es igual al equivalente en peso mexicano del dólar. Como ejemplo, las tiendas Waldo's Mart originarias de Tijuana, en Baja California, que tienen sucursales en varios estados de la república mexicana, por lo que tiempo después Waldo's dejó de utilizar el formato de Todo a un precio.
- En Venezuela a este tipo de tiendas se les denominó «Todo a mil» en referencia al precio único de sus productos (antes de la reconversión monetaria).
- En Ecuador existen los llamados «Dolarazos», donde casi todo cuesta un dólar o «Cincuentazo» donde el valor predominante son 50 centavos.
- En Colombia también existen estas tiendas, con artículos varios y precio rebajado, casi todo en ellas cuesta mil pesos, por lo que inicialmente se llamaban «Todo a mil». También hay establecimientos que todo cuesta cinco mil pesos, por lo que se llaman «Todo a cinco mil», otros que mantienen variedad en sus precios, en el rango de mil hasta cinco mil e incluso diez mil, son registrados con infinidad de nombres, que por lo general, también son llamadas, cacharrerías, almacenes, rebajones, gangazos o variedades.
- En Brasil, Loja de 1,99 R$.
- En Uruguay, Todo por 23 pesos.
- Dealz: Reino Unido casi todo a 1 libra, Estados Unidos casi todo a 1,5 dólares, países que tienen como moneda oficial el euro casi todo a 1,5€.
- En Costa Rica, existen las tiendas de "Todo a Mil", por su precio general de 1000 colones. También existen tiendas que manejan precios de 500, 2000 o hasta 5000 colones.